# Roșia de Amaradia
Roșia de Amaradia est une commune roumaine située dans le județ de Gorj.